# Fervaal

Fervaal est un opéra en trois actes de Vincent d'Indy sur un livret du compositeur d'après le poème Axel d'Esaias Tegnér. Il est créé le 12 mars 1897 au Théâtre de la Monnaie de Bruxelles sous la direction de Philip Flon.

## Rôles
| Rôle | Voix               | Distribution, le 12 mars 1897 (chef d'orchestre: Philippe Flon) |
| --- | ------------------ | --------------------------------------------------------------- |
| Fervaal, chef celte                                                                                               | ténor              | Georges Imbart de la Tour                                       |
| Guilhen, magicienne sarrazine                                                                                     | mezzo-soprano      | Jeanne Raunay                                                   |
| Arfagard, druide                                                                                                  | baryton            | Henri Seguin                                                    |
| Kaïto, prophétesse                                                                                                | contralto          | Eugénie Armand                                                  |
| Lennsmor, prêtre                                                                                                  | ténor              | Paul Isouard                                                    |
| Grymping, prêtre                                                                                                  | baryton            | Hector Dufranne                                                 |
| Ilbert, chef celte                                                                                                | ténor              | Dantu                                                           |
| Chennos, chef celte                                                                                               | ténor              | Gillon                                                          |
| Ferkemnat, chef celte                                                                                             | ténor              | Victor Caisso                                                   |
| Gwelkingubar, chef celte                                                                                          | basse              | Henri Artus Blancard                                            |
| Berddret, chef celte                                                                                              | basse              | Delamarre                                                       |
| Melwrig, chef celte                                                                                               | basse              | Charles Danlée                                                  |
| Geywhir, chef celte                                                                                               | basse              | Van Acker                                                       |
| Buduann, chef celte                                                                                               | basse              | Roulet                                                          |
| Penvald, chef celte                                                                                               | basse              | Verheyden                                                       |
| Melwrig, chef celte                                                                                               | ténor              | Luc Disy                                                        |
| Moussah | ténor              | Luc Disy                                                        |
| Un berger | ténor              | Julia Milcamps                                                  |
| Un messager | baryton            | Cadio                                                           |
| Un barde | ténor              |                                                                 |
| Cinq paysans | 2 ténors, 3 basses |                                                                 |
| 2 Paysans sarrazins                                                                                               | 1 ténor, 1 basse   |                                                                 |
| 4 Ovates | 2 ténor, 2 basses  |                                                                 |
| Paysans, Sarrazins, Prêtres et Prêtresses, Bardes, Guerriers et Peuple de Cravann, Voix des Nuées, Voix Mystiques |                    |                                                                 |

## Instrumentation
- deux piccolos, deux flûtes, deux clarinettes, une clarinette basse (double clarinette contrebasse ), quatre bassons, quatre saxophones (soprano, deux altos, un ténor), quatre cors, quatre trompettes, huit saxhorns, quatre trombones, un tuba, un cornet à pistons, timbales, grosse caisse, cymbales, triangle, tam-tam, deux gongs, deux harpes, cordes.

## Argument

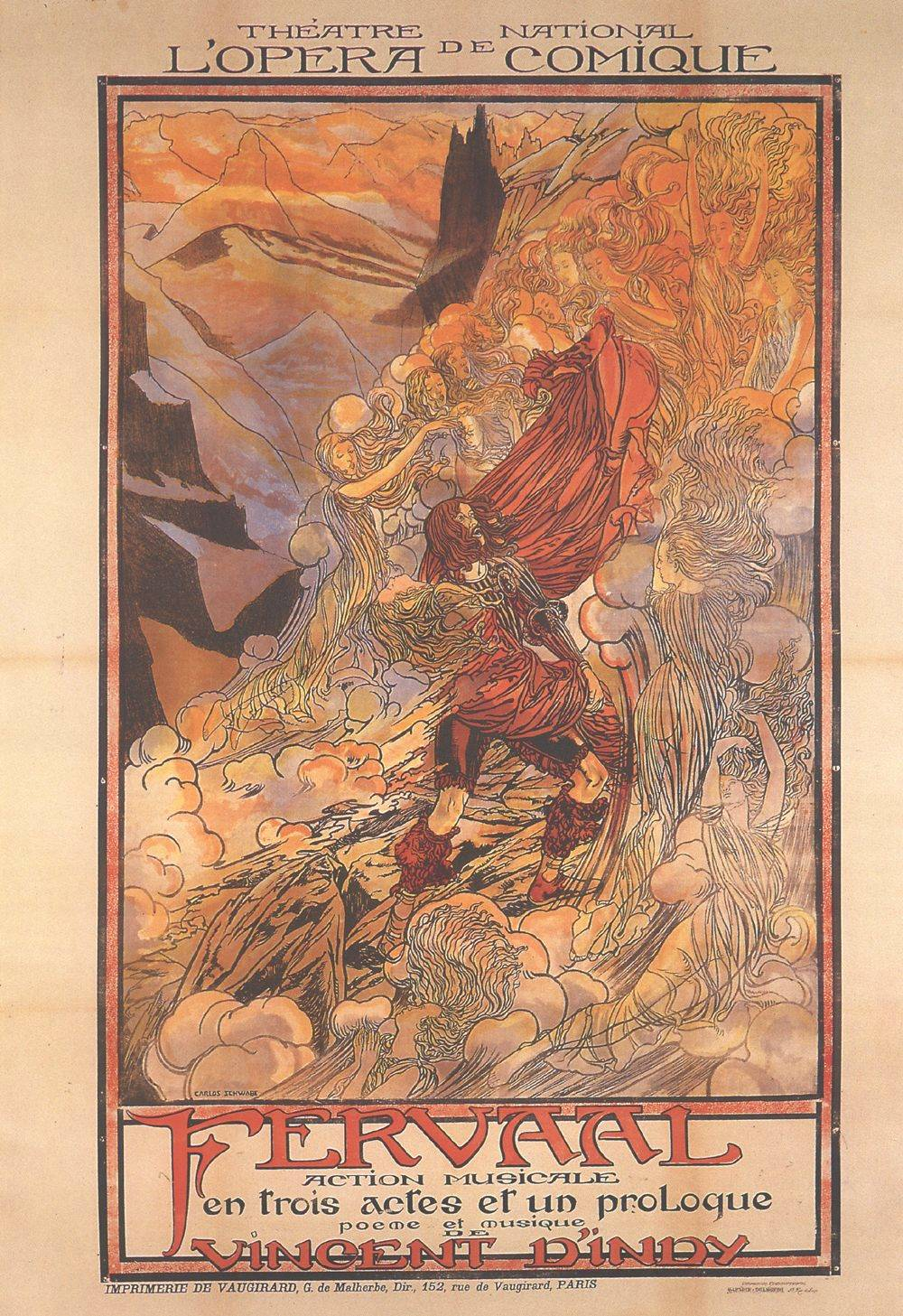
Affiche de Fervaal.

Suivant le conseil de Wagner aux jeunes compositeurs français (sur la nécessité d'écrire des opéras fondés sur des légendes nationales), d'Indy transplante dans les Cévennes l'action située en Scandinavie chez Tegner. L'intrigue est située dans des temps indéterminés, beaucoup plus anciens en tout cas que chez Tegner, expliquant ainsi la présence de la religion primitive (druidique et celtique). Dans le prologue et l'acte I, l'action se déroule dans le midi de la France, puis dans les actes II et III, au pays de Cravann, dans les Hautes Cévennes à l'époque des invasions sarrazines. 
Le druide Arfagard et son jeune compagnon sont attaqués par des paysans. La belle Guilhen vient soigner Fervaal avec de mystérieux baumes. Mais Arfagard interrompt la romance naissante et rappelle à Fervaal sa mission de sauver le pays de Cravann de l'envahisseur. Fervaal a néanmoins trahi son serment de chasteté en étant tombé amoureux de Guilhen. Exaspéré par la rigidité du druide, Fervaal finit par le tuer, et tente de conduire son peuple à la victoire contre l'armée qui vient l'attaquer. A l'acte III, c'est la désolation. Fervaal et les siens ont été vaincus. Guilhen parvient à le rejoindre, épuisée et mourante. Elle rend l'âme dans ses bras. Accablé de douleur, le héros se souvient des moments heureux qu'il a vécus avec Guilhen, et pleure tous ceux qu'il a perdus. C'est alors que des voix mystérieuses envahissent la scène, scandant le motif grégorien du Pange Lingua. Le héros prend Guilhen dans ses bras et s'élève peu à peu vers la lumière.
L'essentiel de l'opéra exalte d'un côté l'amour, et d'un autre côté le passage d'une religion (archaïque, ici, celtique) à une autre (nouvelle : le christianisme). Les deux aspects s'unissent finalement à l'acte III, où l'amour triomphe.

## Analyse de l'œuvre
L'ouvrage révèle la profonde admiration de d'Indy pour Richard Wagner, à ce point que certains critiques à propos de Fervaal parlèrent de Parsifal français. D'Indy s'appuie en effet sur des motifs conducteurs. En revanche, la thématique chrétienne est en fin de compte plus explicite que dans l’œuvre de Wagner. Le grand opéra de Meyerbeer se fait aussi sentir (principalement dans les chœurs), toutes influences qui dénotent le rejet total et définitif du compositeur pour l'opéra italien et le bel canto. Cet opéra se caractérise avant tout par un orchestre particulièrement étoffé, et une orchestration très soignée, dans le sillage de Berlioz, mais possédant sa propre originalité. Selon Paul Dukas, "l'orchestre laisse à chaque instrument son caractère individuel selon la méthode de Berlioz... et ne tend pas à se fondre en un timbre caractéristique dominant... À ce point de vue spécial, c'est une des partitions les plus brillantes qu'on ait jamais écrites." (Source : ''Ecrits sur la musique'', voir bibliographie). La ligne vocale doit généralement à la tradition du grand opéra français.

## Interprétations notables

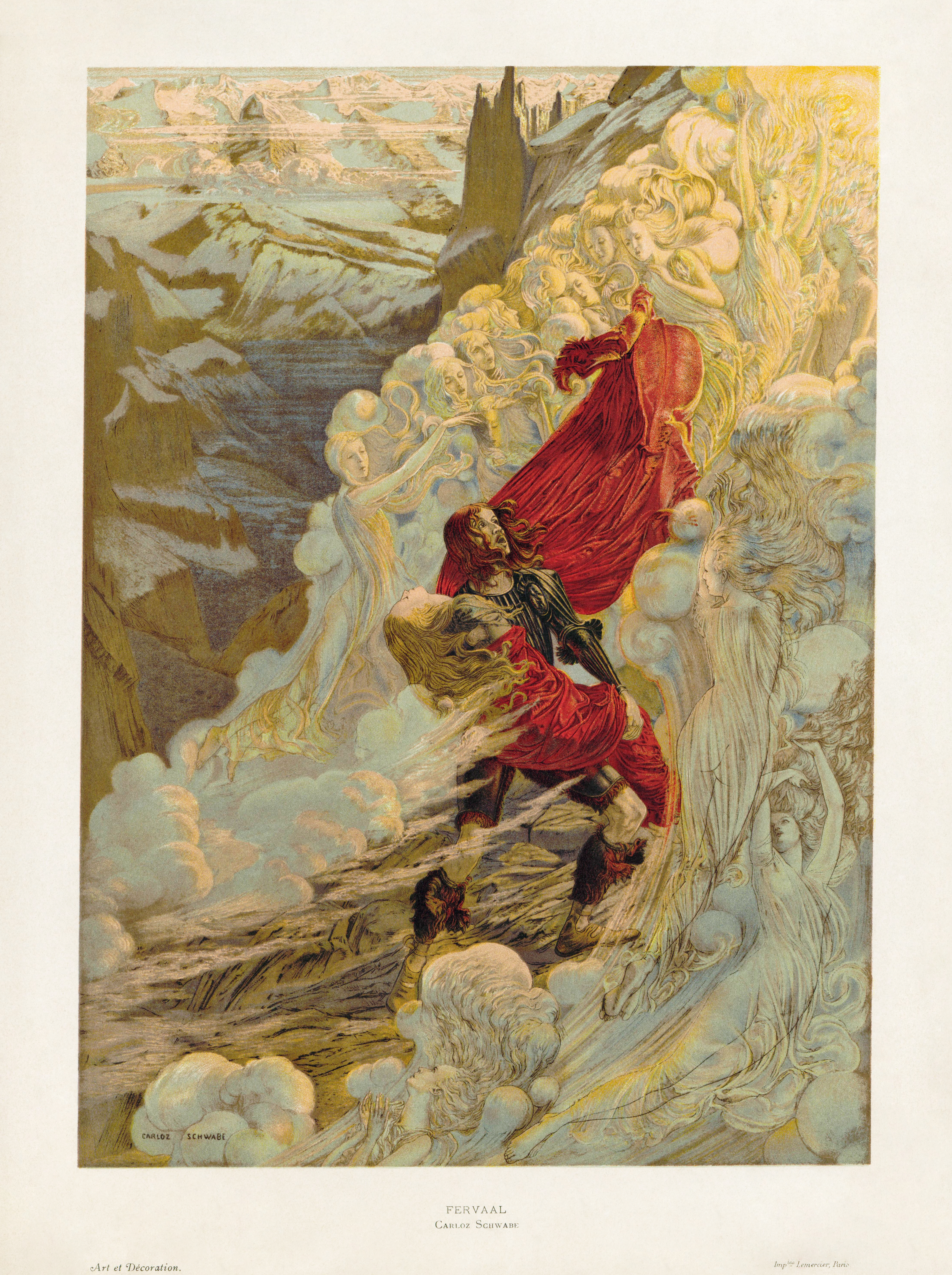
Illustration de Carlos Schwabe pour la représentation de Fervaal du 10 mai 1898 à l'Opéra-comique, mise en scène d'Albert Vizentini, imprimerie de Joseph-Rose Lemercier.

L’opéra  est créé le 12 mars 1897 au Théâtre de la Monnaie de Bruxelles sous la direction de Philip Flon. La distribution ne comprendra pas Ernest Van Dyck ainsi que l’espérait le compositeur. Les rôles principaux furent tenus par Jeanne Raunay, Georges Imbart de la Tour et Henri Seguin.
La création parisienne aura lieu le 10 mai 1898 à l'Opéra-Comique sous la direction d'André Messager qui l'a ensuite dirigé à l'Opéra le 31 décembre 1912. Il a été joué à la radio le 23 mars 1962 dirigé par Pierre-Michel Le Conte. A cette occasion, le compositeur et musicologue Gustave Samazeuilh, présent à la première à Bruxelles, a rapporte un témoignage détaillé concernant cette création et sur la valeur attribuée à Fervaal. (Archives de la Radio). Des extraits de ''Fervaal'' (en particulier le prélude du premier acte) ont fait l'objet d'enregistrements, par des chefs d'orchestre comme Charles Münch et Pierre Monteux.

## Discographie
- Jean Mollien, Micheline Grancher, Janine Capderou, Chœurs et Orchestra Radio Lyrique, dir. Pierre-Michel Leconte - 2 CD Mono Malibran 1962 report 2016. (Cette version comporte des coupures et un assez grand nombre de fautes musicales).